# 다테 나리무네

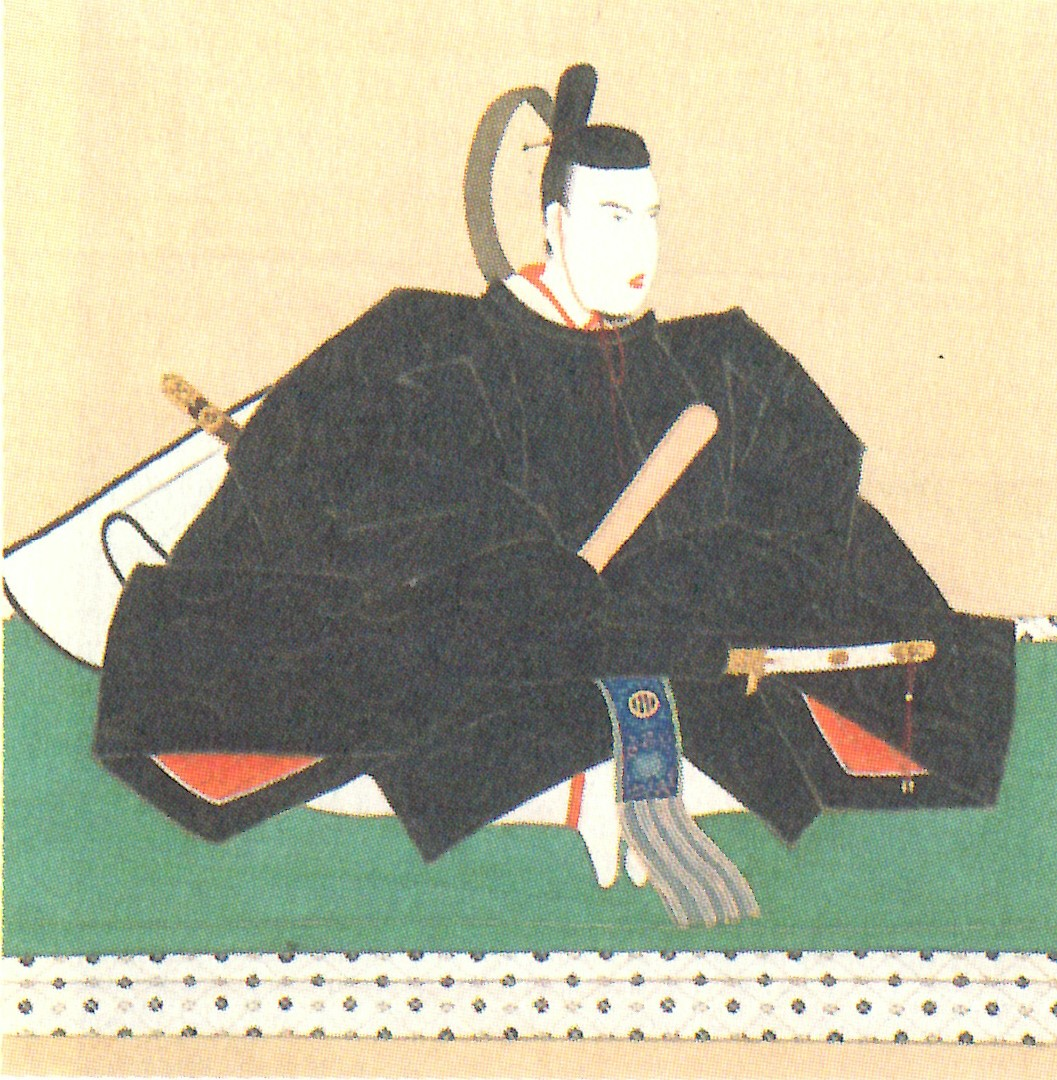
다테 나리무네

다테 나리무네(일본어: 伊達斉宗, 1796년 10월 15일 ~ 1819년 7월 15일)는 일본 에도 시대의 다이묘로, 센다이번의 10대 번주이다. 어릴적 이름은 도쿠사부로(徳三郎), 소지로(総次郎)이며, 원래 이름은 노리즈미(徳純)였다가 무네즈미(宗純)로, 또 나리무네로 바뀌었다. 관위는 종4위하, 무쓰노카미이다.
간세이 8년, 8대 번주 다테 나리무라의 둘째 아들로 태어났다. 선대 번주인 형 다테 지카무네가 분카 6년(1809년)에 14세의 나이로 사망하였는데, 지카무네에게는 자식이 없었고 양자도 세워두지 않았기 때문에, 센다이 번은 영지 몰수와 폐지의 위기에 처했다. 이때 다테 가문과 가신단은 막부에 지카무네의 죽음을 알리지 않고 숨겼으며, 3년 뒤 동생 나리무네를 세자로 세우고 사망한 것으로 처리하여 나리무네를 옹립했다.
나리무네는 시가와 검술, 창술을 좋아한 교양인으로, 분카 9년(1812년), 우치가사키 가문에서 술을 헌상하자, 이듬해 이 술에 '초상(初霜)'과 '초하(初霞)'라는 이름을 붙여주었다는 일화가 있다. 분세이 2년(1819년) 음력 5월 24일에 24세의 나이로 사망하였고, 사위이자 양자인 다테 나리요시가 그 뒤를 이었다.
| 전임 다테 지카무네 | 제10대 센다이번 번주 1812년 ~ 1819년 | 후임 다테 나리요시 |